# E-ferry Ellen
Pour les articles homonymes, voir Ellen.
L'e-ferry Ellen est un ferry construit en 2019 pour l'île d'Ærø au Danemark. À sa construction, il s'agit du plus grand ferry à propulsion exclusivement électrique.

## Carrière
L'e-ferry Ellen est un projet lancé au Danemark et le groupe Danfoss pour réaliser un navire non polluant dans le but de desservir des villes insulaires. Le projet est co-financé par l'Union européenne, pour un coût total du projet de 21,3 millions d'euros.